# Le Petit Bulletin
Le Petit Bulletin est un quinzomadaire culturel à Lyon. 

## Présentation et historique
Le titre est créé en 1993 à Grenoble, avant de s'implanter à Lyon (en 1997) puis à Saint-Étienne (en 2012). En 2023, les éditions grenobloise et stéphanoise cessent de paraître. 
Le Petit Bulletin est un format tabloïd dont la pagination varie entre seize et quarante pages. 
Autrefois hebdomadaire, il paraît désormais toutes les deux semaines et a pour objectif de présenter toute l'actualité des sorties culturelles locales avec un agenda complet (musique, cinéma, théâtre, expositions, conférences...) tout en proposant critiques, portraits, interviews et analyses indépendantes. 
La société Le Petit Bulletin holding, devenue Unagi, édite plusieurs sites web, possède une société de diffusion, une agence de communication et détient des partis dans plusieurs médias. La société le Petit Bulletin Holding fusionne avec Spot médias en 2018 pour créer la société Groupe-Unagi.

## Critiques internes
Plusieurs journaliste et anciens journalistes témoignent de pratiques sociales illégales envers les employés du Petit Bulletin, épinglé par l'inspection du travail pour des entorses au code du travail telles que l'absence de cotisation à la médecine du travail, la rémunération plusieurs employés au chômage partiel alors même qu'ils auraient travaillé ou la multiplication de CDD.

### Cyberharcèlement à l'encontre d'une journaliste duPetit Bulletin
À partir de 2017, à la suite d'un article qu'elle a écrit et qui est paru dans Le Petit Bulletin, la journaliste Julie Hainaut est cyberharcelée, menacée de mort et de viol par l’extrême droite néo-nazie pendant plusieurs années. Le Petit Bulletin n’apporte aucun soutien moral, financier, juridique ou médical à sa salariée pourtant en CDI. Le média, dirigé par Marc Renau, ne se constitue pas partie civile au procès de Julie Hainaut contre l’un de ses harceleurs, contrairement à Reporters Sans frontières et le Syndicat National des Journalistes. En 2022, l’inspection du travail rend un rapport accablant à l’encontre du Petit Bulletin, qui a manqué à toutes ses obligations légales, notamment à celle d’assurer la sécurité et la santé mentale et physique de sa salariée. Le Petit Bulletin met également à l’écart la salariée, la rémunérant frauduleusement au chômage partiel. Le rapport pointe également du doigt la probable corrélation entre un article du rédacteur en chef, Sébastien Broquet, désavouant sa journaliste, et le déclenchement du cyberharcèlement, un « cas de violence au travail particulièrement grave »,,,.